# Alexander Wurz (Musiker)

Unterschrift von Alexander Wurz

Alexander Wurz (* 13. September 1985 in Bühl, Baden-Württemberg) ist ein deutscher Tenorhorn-, Bariton- und Euphoniumsolist und wirkt als Dirigent in verschiedenen Blasorchestern.

## Leben
Die musikalische Ausbildung von Alexander Wurz begann im Alter von sieben Jahren im heimischen Musikverein in Hügelsheim und fand ihre Fortsetzung während der Schulzeit durch den Unterricht an Posaune, Tenorhorn und Schlagzeug. Nach erfolgtem Schulabschluss begann Wurz sein Musikstudium an der Robert Schumann Hochschule Düsseldorf in den Fächern Posaune, Tenorhorn/Bariton, Euphonium und Klavier. Professionelle Orchester in Deutschland und im Ausland wurden während seines Studiums auf ihn aufmerksam, wie etwa „Michael Klostermann und seine Musikanten“.
Von 2008 bis 2014 war er erster Tenorist im Luftwaffenmusikkorps 2 in Karlsruhe und wirkte in verschiedenen Kulturorchestern, wie etwa den symphonischen Blasorchestern der Bundeswehr und Polizei als Mitglied und Solist mit. Wurz ist Tenorist im Blasorchester „Ernst Hutter & Die Egerländer Musikanten“.
Im Juni 2024 gab Ernst Hutter seinen Nachfolger bekannt. Alexander Wurz wird ab 2026 die Nachfolge von Hutter antreten. Wurz ist bereits Solist bei den Egerländer Musikanten.
Alexander Wurz ist Dirigent in verschiedenen Blasorchestern sowie Dozent und Solist bei Workshops für Blech und für ganze Ensembles. Er war Endorser für Miraphone bis er 2021 zu Melton wechselte.

## Diskographie
- 2016: All of Me (Solo mit dem Musikkorps der Bundeswehr)
- 2018: Neue Wege (Solo mit dem Salonorchester Baden-Baden)